# 法源
法源（ほうげん、独: Rechts、仏: droit、英: law）とは、法の根源もしくは淵源（えんげん）または存在形式もしくは存在根拠である。法源は、裁判官が裁判で判決を下す際の重要な判断基準となる。
後述するとおり形式的法源と実質的法源の2種類の用法があるが、形式的法源の意味で用いられることが多い。

## 概要
大陸法国においては、議会制定法が主要な法源であるのに対し、英米法国においては、裁判官による判例が第一次的な法源である。
大陸法国においては、判例は法源ではないと考えられている。ただ、大陸法の国においても英米国においても判例に一定の拘束力は存在することが多く、両者の違いは効力の差であると考えることもできる。
大陸系の国である日本での判例の法源性については学説が分かれているが、少なくとも英米法系諸国における判例法と異なり法の基幹部分を担うものではない。
形式的法源とは、裁判官が判決理由で理由としうる法の形式的存在形態、すなわち、法規範がどのような形式で存在しているかをいう。例えば、日本法であれば、憲法や法律が代表的な形式的法源である。これは、憲法なり法律なりという形式を備えたものは、日本法上の法規範（裁判規範）として法的拘束力を有するということである。
実質的法源とは、法を発生させる実質的な要因・淵源のことであり、「主権者の意思（民意）」や「神意」などが該当しうる。

## 日本法の法源

### 日本国憲法下の法源
現在の日本法の形式的法源としては、以下のものが挙げられる。数字が小さいものほど強い法的効力を有しており、各法源は、決して自分よりも上に掲載された法源の内容に矛盾してはならない。
1. 憲法 - 日本国憲法第98条によると、日本国憲法の効力は「法律、命令、詔勅及び国務に関するその他の行為の全部又は一部」と「日本国が締結した条約及び確立された国際法規」よりも優位である。
2. 条約
3. 法律
4. 命令（政令・省令）
5. 規則（議院規則・最高裁判所規則）
6. 条例
7. 判例 - 最高裁判所の判例が強力な拘束性を有していることに鑑み、判例を法源として挙げる見解もあるが、争いがある。なお、元最高裁判所判事の藤田宙靖によれば、定義次第であるものの、判例を法令と同列の法源とは考えることには無理があるという[5]。
8. 慣習法
9. 条理

### 大日本帝国憲法下の法源
大日本帝国憲法下においては、次のような形式的法源も存在した。
- 勅令
- 閣令

### 江戸時代以前における法源
江戸時代以前の日本においては、次のような法源も存在した。
1. 各時代の慣習法
  1. 氏族の不文法（国家成立以前）
  2. 荘園的慣習法（平安時代）
2. 各時代の成文法
  1. 十七条の憲法
  2. 律令・格式（大化の改新後）
  3. 武家法（鎌倉時代以降。御成敗式目など）
  4. 分国法・家法（戦国時代）
  5. 幕藩法（江戸時代）

## 国際法の法源
国際法においては、伝統的に慣習法と条約がただ二つの法源として認められてきたが、かつてより重要だったのは慣習国際法である。その理由は、18世紀までは条約の数が少なく、慣習法がカバーする領域が広かったためである。また、条約が拘束力を持つためには条約以前に「合意は守られねばならぬ」という（慣習）法が存在していなければならないからである。とはいえ、現代においてもっとも重要な法源が、圧倒的に数量を増した国際条約であるということは、もはや疑いようがない。
他の二つの法源、すなわち法の一般原則と判例・学説は、国際司法裁判所規程が裁判の基準と認めてから、法源として認めるべきか論じられるようになった。このうち法の一般原則は法源の一つとして認められる傾向にあるが、判例学説などは認められていない。
国際司法裁判所規程の38条1項には、
1. 国際条約（international conventions, whether general or particular, establishing rules expressly recognized by the contesting States）、
2. 慣習法（international custom, as evidence of a general practice accepted as law）、
3. 一般的法原則（法の一般原則、the general principles of law recognized by civilized naitons）、
4. 判例・学説（judicial decisions and teachings of the most highly qualified publicists of the various nations）

が掲げられている。ただし、判例・学説については、「同規程第59条の規定に従うことを条件として（subject to the provisions of Article 59）」かつ「法準則を決定する補充的な手段として（as subsidiary means for the determination of rules of law）」という限定が付いているため、真正な法源とは考えられておらず、法の認識源（Rechtserkenntnisquellen）にすぎないといわれる。同規程第59条は「裁判所の裁判は、当事者間において且つその特定の事件に関してのみ拘束力を有する。（The decision of the Court has no binding force except between the parties and in respect of that particular case.）」としている。

## イスラーム法
イスラーム法における形式的法源は、次のものが挙げられる。
1. クルアーン
2. ハディース（預言者の言行）
3. イジュマー（イスラム法学者間での特定事象についての合意）
4. キヤース（クルアーンとハディースから導く新たな事象についての類推）

加えて、過去の判例や法学者の学説（ファトワー）、条理も補充的な法源とされている。